# Alan C. Newell
Pour les articles homonymes, voir Newell.
Alan C. Newell (né le 5 novembre 1941 à Dublin) est un mathématicien irlandais/américain et professeur Regents à l'Université de l'Arizona.

## Formation et carrière
Newell étudie au Trinity College de Dublin (avec une licence en 1962 en mathématiques et en physique et une médaille d'or en mathématiques) et obtient son doctorat en 1966 au Massachusetts Institute of Technology sous la direction de David John Benney, avec une thèse intitulée « Transfer of spectral energy in nonlinear dispersion systems ».
Pendant trente ans (1971-2000), Alan C. Newell dirige avec succès le département de mathématiques et d'informatique de l'université de Clarkson (1971-1979), le programme de mathématiques appliquées de l'université d'Arizona (1981-1985), le Département de mathématiques de l'Université d'Arizona (1985-1996), Département de mathématiques de l'Université de Warwick (1996-2000). Alan C. Newell le fait tout en maintenant un enseignement actif (des cours de premier cycle à grande échelle aux cours de deuxième cycle) et des profils de recherche (publications, financements externes, conférences invitées) et un dossier d'érudition tous azimuts.

## Travaux
Newell apporte des contributions révolutionnaires à diverses matières en mathématiques appliquées et en physique :

### Formation de modèles
Il développe, avec ses collègues Whitehead, Cross, Passot, Ercolani, des équations d'enveloppe et de modulation décrivant le comportement des paramètres d'ordre des motifs.
Il mène des recherches sur les solutions faibles de l'équation de diffusion de phase régularisée en deux et trois dimensions et sur une catégorisation des défauts canoniques de points et de lignes.
Il démontre comment, en commençant uniquement par les symétries de translation et de rotation, les systèmes de formation de motifs peuvent, sous des contraintes externes, subir des traductions de phase qui produisent des objets analogues aux quarks et aux leptons qui partagent bon nombre des charges fractionnaires et des principales caractéristiques des objets apparaissant dans le Modèle standard.
Il écrit une série d'articles sur les modèles végétaux qui montrent combien de caractéristiques phyllotactiques peuvent résulter de modèles mécanistes impliquant des agents biochimiques tels que l'auxine et des forces mécaniques produisant des modèles qui ressemblent étroitement aux observations et fournissent un contrat intrigant aux approches algorithmiques de Douady et Couder.

### Ondes et solutions non linéaires
Il est l'un des premiers (avec Benney) à dériver l'équation non linéaire de Schrödinger comme équation universelle pour les enveloppes d'ondes dispersives non linéaires. Il apporte des contributions significatives avec des collègues (Ablowitz (en), Kaup (de), Segur (de), Flaschka, Ratiu) aux systèmes intégrables et quasi intégrables et aux déformations isomonodromiques. Des intérêts plus récents se sont concentrés sur la compréhension de l'effet de l'introduction d'un milieu aléatoire sur la propagation des ondes non linéaires. En utilisant comme paradigme la transparence auto-induite des impulsions optiques dans des milieux élargis de manière inhomogène, il étudie la dépendance de la distance de localisation d'Anderson sur l'amplitude et la forme des ondes.

### Optique
Il développe avec des collègues (Aceves, McLaughlin, Moloney, Lega, L'vov, Wright) des résultats utiles en relation avec les lois de Snell non linéaires, la bistabilité et la rétroaction optiques, la formation de motifs dans les lasers à grande ouverture, les lésions oculaires dues aux lasers et aux lasers à semi-conducteurs. Avec L'vov, il étudie le rôle des équilibres de flux fini (plutôt que de Fermi-Dirac) de l'équation cinétique quantique fermionique dans l'amélioration de la puissance laser. Dans le cadre de la subvention MURI AFOSR, il développe avec Glasner, Koselik et Moloney l'équation canonique pour la population d'impulsions ultra-courtes.

### Turbulence des vagues
Il développe (avec Benney) d'une dérivation cohérente de la fermeture de la turbulence des vagues en s'appuyant sur des hypothèses statistiques a priori minimales. Avec Dyachenko, Pushkarev et Zakharov, il écrit un article très cité sur la turbulence optique dans lequel ils introduisent la notion de cycle d'intermittence.
Il développe (avec Nazarenko, Biven, Connaughton) des conditions sur les plages de validité des nombres d'ondes des spectres de Kolmogorov-Zakharov (KZ) afin que la fermeture de la turbulence des vagues se maintienne. Avec Galtier, Nazarenko et Pouquet il écrit un article très cité sur la faible turbulence magnétohydrodynamique et ont découvert l'anomalie de capacité finie, abordée plus tard pour les interactions à trois ondes dans un article avec Connaughton, dans lequel le spectre des systèmes de turbulence est réalisé d'une manière très curieuse.
Avec Rumpf et Zakharov, il résout l'énigme du MMT dans laquelle un système initialement faiblement non linéaire se détend non pas vers un état de turbulence ondulatoire dominé par des ondes résonantes mais vers un état dominé par des structures rayonnantes et cohérentes. Cela a conduit, dans deux articles de synthèse avec Benno Rumpf, à plusieurs suggestions quant aux prémisses a priori requises pour que la fermeture de la turbulence des vagues soit valide.
Avec Zakharov, il souligné le rôle central que le spectre de Phillips généralisé peut jouer dans la turbulence des ondes.

### Plasmas et Fluides
Il développe avec des collègues (Nazarenko, Rubenchik, Zakharov) des résultats utiles en relation avec l'utilisation des propriétés non linéaires du plasma pour améliorer la communication avec les véhicules spatiaux de rentrée. Avec les mêmes coauteurs, il étudie de nouvelles façons d'améliorer la réduction de la traînée et les caractéristiques de vol des véhicules hypersoniques.

### Structures cohérentes
Avec Benno Rumpf, il développe une explication de l'apparition de structures robustes, volumineuses et cohérentes dans des systèmes non intégrables présentant des instabilités modulationnelles (auto-focalisées) et contraints par plus d'une loi de conservation. Ce résultat a une application généralisée. Il suggère une approche pour développer un théorème H pour les systèmes non isolés avec pour conséquence que les structures cohérentes jouent un rôle vital afin de permettre aux systèmes hautement non linéaires d'atteindre un état statistiquement stable.

## Prix et distinctions
Il reçoit une bourse Guggenheim en 1976 et en 2004 la conférence John von Neumann par la Society for Industrial and Applied Mathematics. Il est chercheur principal Humboldt Fellow en 1988-1989 et il est élu membre de la Society for Industrial and Applied Mathematics en 2009.

## Publications
- Solitons in mathematics and physics, SIAM 1985.
- Nonlinear wave motion, American Mathematical Society 1974.
- avec Jerome V. Moloney: Nonlinear optics, Addison-Wesley 1992.
- avec Hermann Flaschka: Monodromy and spectrum preserving deformations, Part 1, Comm. Math. Phys., vol 76, 1980, p. 65–116.
- avec M. Ablowitz, D. J. Kaup, H. Segur: The inverse scattering transform-Fourier analysis for nonlinear problems, Stud. Appl. Math., vol 53, 1974, p. 249–315.
- avec M. Ablowitz, D.J. Kaup, H. Segur: Method for Solving the Sine-Gordon Equation, Phys. Rev. Lett., vol 30, 1973, p. 1262–1264.